# Capitanía de Pernambuco
La Capitanía de Pernambuco fue una de las subdivisiones del territorio brasileño en el período colonial. Hacia la época de la independencia del Brasil constituía una provincia y luego de la proclamación de la República Brasileña, con la promulgación de la Constitución brasileña de 1891, pasó a condición de Estado de Pernambuco.
En la época del Brasil colonial portugués las únicas capitanías que prosperaron fueron la de Pernambuco y la Capitanía de San Vicente, gracias al cultivo de la caña de azúcar. 

## Historia

La capitanía de Pernambuco comprendía los actuales estados de Pernambuco, Paraíba (1755-99), Río Grande del Norte (1701-1817), Ceará (1680-1799), Alagoas (1530-1817) y la parte occidental de Bahía llegando al noroeste mineiro y al nordeste goiano. Sin embargo, de estos apenas Alagoas forma parte de Pernambuco desde la división original de las capitanías.

De acuerdo con la Carta de Donación pasada por Juan III el 10 de marzo de 1534, el capitán donatario de Pernambuco fue Duarte Coelho, hidalgo que se destacara en las campañas portuguesas en la India. La capitanía se extendía entre el río São Francisco y el río Igaraçu, comprendiendo 60 leguas de costa.
La mitad de la barra Sur del canal de Itamaracá, que el soberano denominó de "río" de Santa Cruz, hasta 50 pasos más allá del lugar donde existiera la primitiva factoría de Cristóvão Jacques, demarcaba el límite Norte; al Sur, el límite era el río São Francisco , en toda su extensión, incluyendo todas sus islas de la desembocadura hasta sus nacientes. El territorio de la capitanía giraba para el Sudoeste, al acompañar el curso del río, alcanzando sus nacientes en el actual estado de Minas Gerais. Al norte, el soberano establecía el trazado de una línea hacia el oeste, tierra adentro, hasta los límites de la conquista, definidos por el tratado de Tordesillas o sea, las tierras situadas más allá de las 370 leguas al oeste de las islas de Cabo Verde. Las fronteras de la capitanía incluían todo el actual estado de Alagoas y terminaban al aur, en el río São Francisco, haciendo frontera con el actual Estado de Minas Gerais. Gracias a la posesión de este importante río, en toda su extensión, Pernambuco crecía en la orientación sudoeste, ultrapasando en anchura mucho las 60 leguas establecidas en la carta de donación. En la observación de Francisco Adolfo de Varnhagen poseía la capitanía 12 mil leguas cuadradas, constituyendo la mayor área territorial entre todas las que el rey distribuyó.
Al recibir la donación, Duarte Coelho partió para el Brasil con su esposa, hijos y muchos parientes. Al llegar a su lote, se estableció en una bella colina, construyendo una fortificación (o Castelo de Duarte Pereira), una capilla y residencias para sí y para los colonos: sería el embrión de Olinda, constituida villa en 1537. 
Todo estaba por hacer y el donatario organizó la distribución de tierras, la justicia, el registro civil, la defensa contra los indios caetés y tabajaras. Al fallecer en Lisboa en 1554, legó a los hijos una capitanía floresciente. Su cuñado, Jerônimo de Albuquerque, en correspondencia con la Corona, pedía autorización para importar esclavos africanos.
En Olinda, sede administrativa de la capitanía, se instalaron las autoridades civiles y eclesiásticas, el Colegio de los Jesuitas y los principales conventos. A fines del siglo XVI, cerca de 700 familias residían allí, sin contar a los que vivían en los ingenios, que abrigaban de 20 a 30 moradores libres. El pequeño puerto de Olinda era poco significativo, sin profundidad para reciber a las grandes embarcaciones que cruzaban el océano Atlántico. Mientras que Recife, poblado llamado por el primer donatario como "Arrecife dos navios", según la Carta de Foral del 12 de marzo de 1537, fue el puerto principal de la capitanía. 
Desde 1621 Pernambuco quedó incluido dentro del Estado del Brasil con sede en Salvador de Bahía.
En 1629 el almirante holandés Pieter Heyn de la Compañía Neerlandesa de las Indias Occidentales interceptó y saqueó la flota española que transportaba el cargamento anual de plata extraída en las colonias americanas. Con esos recursos los neerlandeses armaron una expedición a la región Nordeste del Brasil para restaurar el comercio de azúcar con los Países Bajos, prohibido por los españoles. En 1630 conquistaron Olinda y después Recife, nombrándose al conde Mauricio de Nassau para gobernar Pernambuco, llamada Nueva Holanda por los neerlandeses, con capital en Mauritsstad (Recife).
Con la restauración de la independencia portuguesa en 1640, Portugal y los Países Bajos acordaron una tregua de 10 años, mientras que Brasil se pronunció en favor del Duque de Braganza. Mauricio de Nassau fue sustituido en la administración holandesa y los nuevos administradores nombrados por la Compañía Neerlandesa de las Indias Occidentales se enemistaron con los propietarios de los ingenios azucareros, lo que condujo a la Insurrección Pernambucana de 1645 que culminó con la expulsión de los holandeses después de la segunda batalla de los Guararapes. La rendición fue firmada el 26 de enero de 1654, con pleno efecto desde el 6 de agosto de 1661 con la firma de la paz de La Haya y el pago de una indemnización a los Países Bajos.
A partir de 1680 la Capitanía de Ceará pasó a la condición de capitanía subalterna de la Capitanía de Pernambuco, desligada del Estado del Maranhão, alcanzando su autonomía el 17 de enero de 1799.
Desde 1701 la Capitanía del Río Grande quedó subordinada a Pernambuco, donde permaneció hasta fines de la revolución pernambucana en 1817, donde luego tras permanecer subordinada por Paraíba en 1818, y finalmente se convierte en Provincia de Río Grande el 28 de febrero de 1821.
La producción de azúcar siempre desempeñó un papel destacado enl a economía de Pernambuco, siendo causa de la segunda de las invasiones neerlandesas al Brasil. Esa riqueza, fuente de desigualdad de renta entre ricos y pobres, sumado a la gran concentración de tierras, hizo a Pernambuco objeto de diversos conflictos - como el que existió entre los señores de tierra y de ingenio pernambucanos de Olinda y los comerciantes portugueses de Recife, llamados de forma peyorativa mascates. La Guerra de los Mascates ocurrió de 1710 a 1712. Los dueños de los ingenios, en conflicto con los comerciantes debido a la caída de los precios internacionales del azúcar, no aceptaron la emancipación de Recife, lo que agravaría su situación con los portugueses. En 1710, Recife fue atacada por tropas de propietarios rurales. El gobernador nombrado, Sebastião de Castro Caldas Barbosa, huyó. Los mascates contratacaron, invadiendo Olinda en 1711. La nominación de un nuevo gobernador, Felix José de Mendonça y la actuación de tropas mandadas de Bahía puso fin a la guerra. La burguesía mercantil recibió el apoyo de la metrópoli y Recife mantuvo su autonomía.
A partir de 1753 la Capitanía de Paraíba quedó subordinada a la capitanía general de Pernambuco, de la cual se independendizó a partir de 1799. 
La Capitanía de Alagoas fue creada a consecuencia de la Revolución Pernambucana, ya que logró obtener su autonomía el 16 de septiembre de 1817, desmembrándose de la Capitanía de Pernambuco, de la cual era una comarca desde 1711. Su capital fue la villa de Santa Maria Madalena da Lagoa do Sul, posteriormente denominada Alagoas o Ciudad de Alagoas (actual Marechal Deodoro). Se transformó en la Provincia de Alagoas el 28 de febrero de 1821.
- Datos: Q2745556